# Pseudothelphusidae
Die Pseudothelphusidae sind eine Familie der Krabben und eine von zwei Familien innerhalb der Überfamilie Pseudothelphusoidea. Sie sind in Mittel- und Südamerika beheimatet und kommen ausschließlich semiterrestrisch im Süßwasser vor.

## Merkmale
Der Carapax ist oval bis rechteckig und immer breiter als lang. Die Rückenseite ist meist glatt. Die gastro-cardiale Grube ist deutlich. Die vorn- und hinten-seitlichen Ränder sind gut abgesetzt. Der vorn-seitliche ist meist deutlich konvex, mit mindestens einem Zahn besetzt und kann gesägt erscheinen. Die Mandibularpalpen haben drei Glieder, das Endglied ist deutlich zweilappig, wobei ein Lappen etwas kleiner ist als der andere. Die Kiemenkammer weist spezielle Anpassungen zur Landatmung („Pseudo-Lunge“) auf. Das Pleon hat sechs freie Somiten und das Telson. Bei Männchen ist das Pleon dreieckig. Das erste Gonopodium (G1) ist stark chitinisiert, das terminale und subterminale Segment sind undeutlich getrennt. Das Ende hat stets eine komplexe Gestalt mit Lappen, Dornen oder Fortsätzen. Das zweite Gonopodium ist länglich, in der Länge manchmal unterschiedlich zum G1.

## Lebensweise
Pseudothelphusidae sind Süßwasserbewohner der Neotropis und besiedeln Tümpel, Höhlen, Berg- und Waldbäche. Sie können im Regenwald auch hunderte Meter entfernt von Wasserläufen auftreten und haben eine bemerkenswerte Fähigkeit zur Luftatmung über ihre Kiemenkammer. Sie kommen in Höhen von bis zu 3000 Metern vor und sind überwiegend karnivor.

## Systematik und Phylogenese
Die zweite Familie innerhalb der Überfamilie ist die Familie Epiloboceridae mit nur einer Gattung. Die Familie Pseudothelphusidae selbst wird in acht Unterfamilien gegliedert. Die Familie Pseudothelphusidae wird in acht Unterfamilien gegliedert und enthält insgesamt 53 Gattungen:
- Guinotinae Pretzmann, 1971
- Hypolobocerinae Pretzmann, 1971
- Kingsleyinae Bott, 1970
- Potamocarcininae Ortmann, 1897
- Pseudothelphusinae Ortmann, 1893
- Ptychophallinae Álvarez, Ojeda, Souza-Carvalho, Villalobos, Magalhães, Wehrtmann & Mantelatto, 2020
- Raddausinae Álvarez, Ojeda, Souza-Carvalho, Villalobos, Magalhães, Wehrtmann & Mantelatto, 2020
- Strengerianinae Rodríguez, 1982

Die Aufspaltung der Familie Pseudothelphusida erfolgte im Eozän oder frühen Oligozän vor 40,41 Millionen Jahren mit der Abspaltung des gemeinsamen Stamms der Strengerianae und Hypolobocerinae im nördlichen Südamerika. Diese beiden separierten sich vor 27 Millionen Jahren. Der andere Zweig verzweigte sich im mittleren Oligozän (38,11 Mio. a) und entwickelte sich zu den Kingsleyinae, die sich im Amazonasbecken verbreiteten, und eine Linie, die sich nach Mittelamerika ausbreitete. Hiervon entstand im späten Eozän die Guinotiinae, die die Karibik besiedelte. Die Ptychophallinae begannen sich im mittleren Miozän (17,63 Mio. a) auszubreiten. Die Potamocarcininae besiedelten Zentralamerika vor etwa 10 Mio. a.